# Isca
Pour la commune italienne, voir Isca sullo Ionio.
Isca est une organisation politique juvénile galicienne d’idéologie nationaliste, indépendantiste et de gauche anticapitaliste.

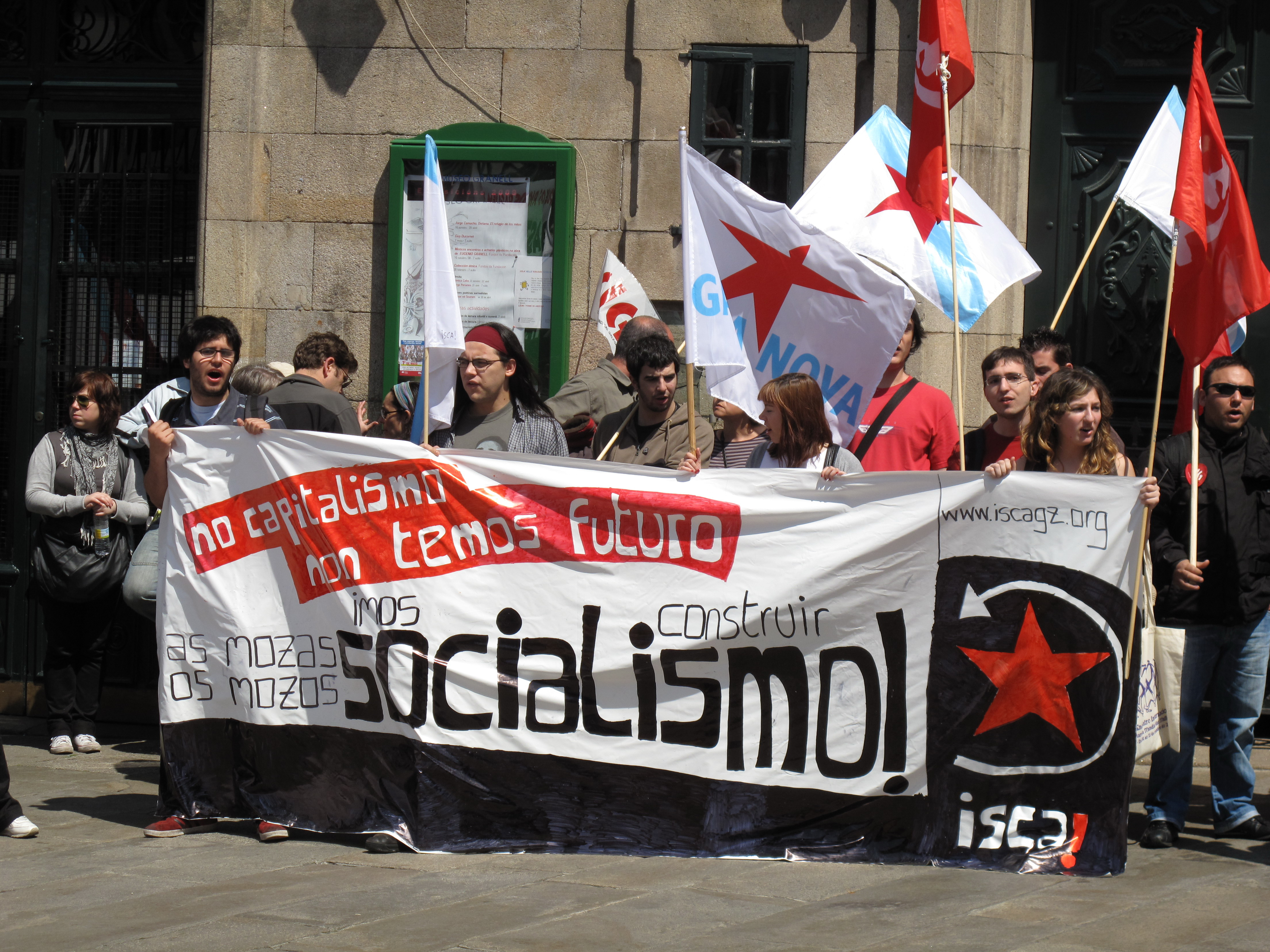
Pancarte d'Isca en 2009.

## Organisation
Constituée le 16 juillet de 2006 à Saint-Jacques-de-Compostelle, Isca est composée d'un groupe de militants scindés de l'UMG (Unión da Mocidade Galega - Union de la jeunesse galicienne) en janvier de 2006, conjointement avec d'autres courants critiques de gauche de Galiza Nova (Galice Jeune, l'organisation juvénile du BNG - Bloque Nacionalista Galego - Bloc Nationaliste Galicien, parti nationaliste galicien). Sa première apparition publique a eu lieu le 25 juillet de 2006, Jour National de la Galice, pendant la manifestation appelée par le BNG.
Isca participe au sein de Galiza Nova comme un courant, car Galiza Nova ne reconnaît pas formellement l'existence d'organisations.
Parmi ses membres remarquables, à Isca participe José Emílio Vicente Caneda, secrétaire général de Galiza Nova au moment de la création d'Isca.

## Objectifs
Son objectif c'est de « regrouper des différents courants de la jeunesse galicienne spécialement critique avec la dérive de la politique institutionnelle », l’électoralisme et le marketing, mécanismes utilisés, selon Isca, par d'autres formations comme l'UPG (Unión do Povo Galego- Union du peuple galicien, courant du BNG) et l'UMG. Ils pensent qu'en Galice existe une situation de lutte de classes, ce qui fait qu'ils refusent la possibilité d'une politique inter-élitiste et ce qu'ils dénomment comme les  "visions pessimistes sur la société galicienne", ils misent sur la relation horizontale entre le BNG et les mouvements sociaux, et ils réclament le droit d'autodétermination car, d'après eux, "le peuple galicien ne peut pas renoncer à ce droit".

## Au sein de Galiza Nova
Vu la situation des majorités compliquées au sein de Galiza Nova, Isca a misé sur une alliance avec d'autres sensibilités, comme Esquerda Nacionalista-Mocidade (Gauche Nationaliste-Jeunesse), avec le but d'articuler une alternative commune. À la dixième Assemblée nationale de Galiza Nova, qui a eu lieu le 30 mars de 2007, Isca a proposé, conjointement avec Esquerda Nacionalista et quelques indépendants, une candidature à la Direction Nationale qui a été battue par 111 votes contre 177 obtenus par la candidature dirigé par Iria Aboi et formée fondamentalement par des membres de l'UMG et des indépendants. Ainsi, Isca a obtenu une représentation minoritaire au sein de la nouvelle Direction Nationale de Galiza Nova.
Le discours d'Isca pendant le processus de l'Assemblée a traité deux points fondamentaux : la critique à l'actuelle stratégie du BNG et la proposition pour que Galiza Nova se définît comme indépendantiste. Quelques membres d'Isca ont questionné, avant et après le résultat, le processus de l'Assemblée, et ils ont dénoncé des présumées irrégularités au moment du vote. 
Actuellement Isca participe à Galiza Nova. À l'Assemblée du BNG de 2009 Isca a voté pour la candidature de Guillerme Vázquez, poussée par l'UPG et le Movemento Galego ao Socialismo (Mouvement Galicien au Socialisme).